# ポトチャリ

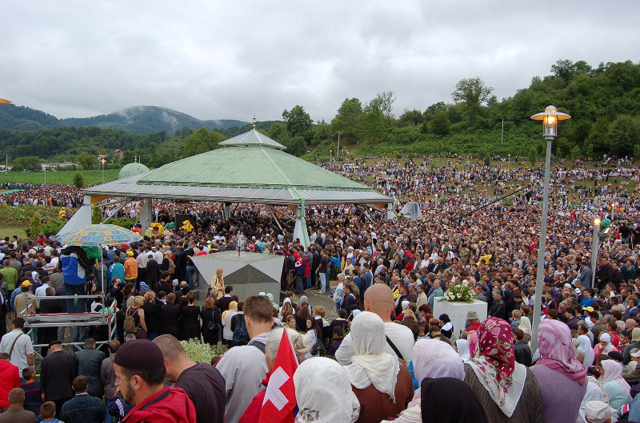
2007年7月11日（スレブレニツァの虐殺の記念日）、ポトチャリのスレブレニツァ虐殺記念館にて。

ポトチャリ（セルビア語:Поточари、ボスニア語:Potočari、クロアチア語:Potočari）は、ボスニア・ヘルツェゴビナの村。ボスニア・ヘルツェゴビナを構成する2つの構成体のうち、スルプスカ共和国に属し、ヴラセニツァ地方のスレブレニツァ自治体に位置している。スレブレニツァからは北西に6キロメートルのところにある。1991年の国勢調査では、4,338人が居住しており、うち93%はムスリム人（ボシュニャク人）であり、その他の7%の多くはセルビア人であった。

## ボスニア・ヘルツェゴビナ紛争
ボスニア・ヘルツェゴビナ紛争の間、スレブレニツァは周囲をセルビア人勢力に包囲されたボスニア側の飛び地となっていた。ポトチャリもその飛び地の中にあり、周囲のセルビア人勢力の支配地域から逃れてきたボシュニャク人たちの流入によって人口が増大した。1995年7月11日にスレブレニツァの飛び地をセルビア人勢力が制圧すると、セルビア人勢力はその中にいたボシュニャク人男性すべてを殺害の対象としたスレブレニツァの虐殺が引き起こされた。
スレブレニツァの町がセルビア人勢力の手に落ちたとき、国際連合保護軍の施設のあったポトチャリには多くの人々が逃れていた。これらの人々は、セルビア人勢力の命令によって男女別に分離され、女性の多くはボスニア側に引き渡されたものの、男性らはすべて殺害の対象とされていた。男性らはその後、バスなどに乗せられて殺害現場へ移送され、ほぼすべてが殺害された。

## 紛争終結後
スレブレニツァ虐殺記念館の主施設と墓地がポトチャリに置かれている。記念館と墓地の建設のための最大の寄付をしたのはアメリカ合衆国の政府であり、記念館はアメリカの元大統領ビル・クリントンによって2003年に寄贈されたものである。
集団墓地から発掘される遺体の多くは不完全なものである。これは、セルビア人勢力が事件の隠蔽のために集団墓地の遺体の場所を次々に移し変えたためで、被害者の手や足など、体の一部のみが見つかる事例が多い。DNA鑑定によって遺体の身元が特定され、埋葬に十分な量の遺体の各部分が集まると、毎年7月11日にポトチャリの記念館で埋葬が行われる。ボスニア・ヘルツェゴビナの連邦行方不明者委員会による、スレブレニツァで殺害されるか行方の分からない人物の一覧には、8,373人の名前が掲載されている。2008年12月までの段階で、およそ5800人の遺体がDNA調査によって身元特定され、3,215人がポトチャリのスレブレニツァ虐殺記念館にて埋葬された
。